# Manukoden
Die Manukoden oder Paradieskrähen (Manucodia) sind eine Gattung aus der Familie der Paradiesvögel (Paradisaeidae). Alle Arten  die zu dieser Gattung gerechnet werden, sind krähenähnlich, was sich zum Teil auch in ihren deutschen Bezeichnungen widerspiegelt.
Der Verbreitungsschwerpunkt der Gattung ist Neuguinea. Sie kommen außerdem auf einigen Inseln oder Inselgruppen in der Nähe von Neuguinea vor. Lediglich die Kräuselparadieskrähe kommt nicht auch auf Neuguinea, sondern ausschließlich als Endemit auf den D’Entrecasteaux-Inseln und den Trobriand-Inseln östlich von Papua-Neuguinea.
Alle vier Arten werden von der IUCN als nicht gefährdet (least concern) eingestuft.

## Beschreibung

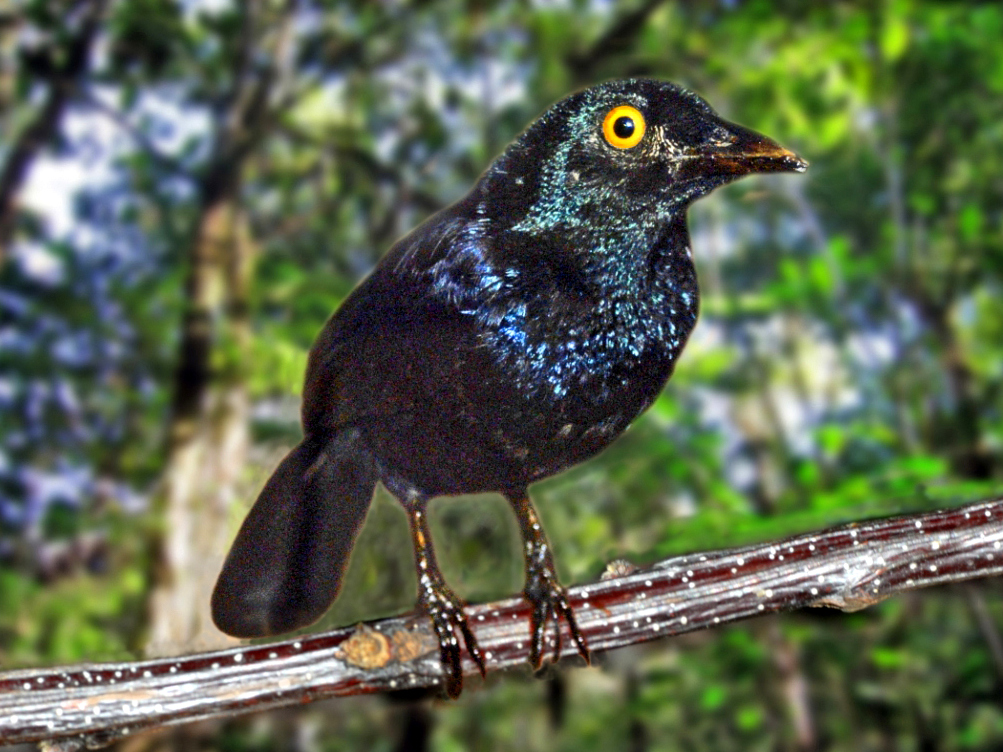
Ausgestopfte Glanzparadieskrähe, die den namensgebenden Glanz zeigt

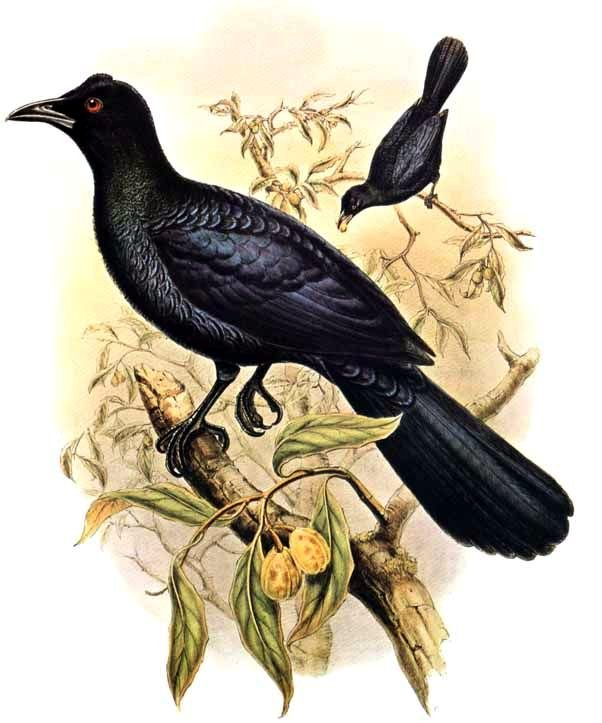
Grünparadieskrähe

Manukoden sind mittelgroße bis große, blau-schwarz glänzende Sperlingsvögel. Sie erreichen eine Körperlänge zwischen 34 und 43 Zentimeter. Die Kräuselparadieskrähe ist unter den vier Arten die schwerste und größte Art. Sie wiegt zwischen 410 und 440 Gramm. Die Weibchen sind in der Regel geringfügig kleiner als die Männchen. Der Geschlechtsdimorphismus ist nur wenig ausgeprägt – bei einigen Arten glänzt das Gefieder der Weibchen in einem leicht anderen Ton als bei den Männchen.
Innerhalb der Familie der Paradiesvögel sind die sie Gattung mit dem einheitlichsten Aussehen – die einzelnen Vertreter lassen sich da, wo sie sich in ihrem Verbreitungsgebiet überlappen, bei Feldbeobachtungen in der Regel nicht unterscheiden.  Ihr Aussehen erinnert entfernt an vollständig schwarze Elstern, allerdings haben Manukoden einen kürzeren Schwanz. Der Schnabel und die Füße sind wie der ganze Körper auch schwarz. Nur die Augen stechen leuchtendrot heraus. Die Federn oberhalb des Auges sind leicht verlängert und sehr dicht, sie bilden bei einigen Arten eine auffällige „Augenbraue“.  Bei allen Arten glänzt das Gefieder sehr stark. Der metallisch irisierende Glanz reicht von Blaugrün bis Bronzefarben. Bei bestimmten Lichtverhältnissen bilden sich auch magentafarbene Schlaglichter. Der Schnabel ist mindestens so lang wie der Kopf und kann bis zu zwei Zentimeter länger als dieser sein. Der Schnabelfirst ist leicht erhoben und verbreitert. Am wenigsten stark ist dieses Merkmal bei der Jobiparadieskrähe ausgebildet. Das Schwanzgefieder ist lang und entspricht 81 bis 84 % der Flügellänge. Er ist bei allen Arten gestuft, diese Stufung ist am wenigsten deutlich bei der Jobiparadieskrähe ausgebildet. Der Tarsus ist dagegen mit einer Länge von 21 bis 22 Prozent der Flügellänge vergleichsweise kurz.
Zu den anatomischen Besonderheiten der Manukoden gehört, dass die Männchen eine verlängerte Luftröhre haben. Die verlängerte Luftröhre liegt in Schlingen über der Brustmuskulatur und direkt unter der Haut der Brust. Frith und Beehre vermuten, dass diese verlängerte Luftröhre die Funktion hat, die Tonhöhe der Rufe der Männchen zu senken und damit sicherzustellen, dass diese weithin vernehmbar sind.

## Lebensweise
Manukoden leben einzelgängerisch oder paarweise. Während der Nahrungssuche sind sie jedoch gelegentlich mit anderen Singvogelarten vergesellschaftet. Dabei zeigen zumindest die Jobiparadieskrähe und die Grünparadieskrähe eine Präferenz für Vogelarten, bei denen im Gefieder braun oder schwarz dominiert. Die Nahrung besteht überwiegend aus Früchten, sie fressen vermutlich außerdem Wirbellose. Welche Rolle animalische Kost in ihrer Ernährung spielt, ist bislang noch nicht abschließend untersucht. Die Glanzparadieskrähe wurde auch schon dabei beobachtet, wie sie einen in einem Japannetz gefangenen Perlenflügel-Monarchen (Monarcha guttural) tötete und dessen Gehirn fraß.

## Fortpflanzung
Im Gegensatz zu den meisten anderen Paradiesvögeln sind Manukoden monogam. Die Fortpflanzungsbiologie ist bei allen vier Arten bislang nur unzureichend untersucht. Die Nester werden hoch in Bäumen errichtet. Es werden unter anderem Moos, Blätter, Teile von Kletterpflanzen, aber auch Holzteile verbaut. Die bislang gefundenen Gelege umfassten ein bis zwei Eier. Diese haben eine blass Rosen Schalenfarbe und sind ähnlich wie der der Lycocorax und Paradigalla-Arten rundlich gefleckt. Bei anderen Gattungen innerhalb der Paradiesvögel weisen die Eier dagegen eine von der Grundfarbe abweichende Strichelung auf.

## Arten
Es werden vier Arten unterschieden:
- Glanzparadieskrähe (Manucodia ater (Lesson, 1830))
- Grünparadieskrähe (Manucodia chalybatus (J. R. Forster, 1781))
- Kräuselparadieskrähe (Manucodia comrii P. L. Sclater, 1876)
- Jobiparadieskrähe (Manucodia jobiensis Salvadori, 1876)

Der Schall-Manukodia, früher Manucodia keraudrenii (Lesson & Garnot, 1826), wird heute zu der monotypischen Gattung Phonygammus gerechnet.

## Gefangenschaftshaltung
Manukoden werden in der Regel in Zoologischen Gärten nicht gezeigt. Es gab in der Vergangenheit jedoch vereinzelte Haltungen: Es gibt für die Glanzparadieskrähe zwei bekannte Gefangenschaftshaltungen durch Privatperson aus dem Ende des 19. und zu Beginn des 20. Jahrhunderts. Um das Jahr 1935 hielt außerdem die New York Zoological Society eine Glanzparadieskrähe. Grünparadieskrähen wurden und werden auch im Baiyer River Sanctuary, Papua-Neuguinea, gehalten. Aus dieser Gefangenschaftshaltung weiß man beispielsweise, dass sie Balzverhalten im Januar und im September zeigen.

## Trivia
Die Glanzparadieskrähe war der erste Paradiesvogel, den mit René-Primevère Lesson ein Europäer in freier Wildbahn beobachtete.